# Йодированная поваренная соль
Йоди́рованная пова́ренная соль — кухонная соль с добавлением строго определённого количества йодсодержащих солей: йодида или йодата калия. При приёме внутрь способствует профилактике развития йод-дефицитных заболеваний в географических местностях с природным дефицитом (эндемией) йода — эндемического зоба — увеличения щитовидной железы, связанного с дефицитом йода в среде обитания. Во всём мире от дефицита йода страдает около двух миллиардов человек. Йодная эндемия является ведущей предотвратимой причиной развития умственной отсталости. Во многих странах дефицит йода является серьёзной проблемой здравоохранения, которая может быть решена относительно дешёвым способом — всеобщим йодированием соли. Обычно в качестве источников йода, в зависимости от компании-производителя, используются четыре соединения: йодид калия, йодат калия, йодид натрия и йодат натрия. Любое из перечисленных соединений способно поставлять организму йод, необходимый для биосинтеза гормонов щитовидной железы: тироксина (Т4) и трийодтиронина (Т3). Применение в качестве йодсодержащей добавки производного йодистоводородной кислоты и этилендиамина в корм сельскохозяйственных животных, выращиваемых в условиях йодной эндемии, способствует улучшению качества и продуктивности скота.
Оппозиция йодированию поваренной соли исходит от мелких производителей соли, которые обеспокоены наличием дополнительных затрат, и компаниями — производителями таблетированных препаратов йода.

## Проблема дефицита йода
Йод необходим для нормального развития человека и других млекопитающих. Этот микроэлемент, как правило, довольно редко встречается в земной коре и естественным образом присутствует в продуктах питания в некоторых регионах, особенно вблизи морских побережий. В связи с тем, что йод является так называемым «тяжёлым» (с высокой атомной массой) элементом, его распространённость среди других химических элементов с меньшей атомной массой в целом закономерно снижается по мере нарастания атомной массы. В регионах, где естественного уровня содержания йода в почве, воде и воздухе недостаточно, обогащение поваренной соли соединениями йода даёт небольшое, но стабильное поступление необходимого количества этого микроэлемента в организм человека и животных.
Во всём мире проблема дефицита йода является ведущей предотвратимой причиной развития умственной отсталости среди двух миллиардов человек. По данным экспертов в области общественного здравоохранения, йодирование поваренной соли может быть простой и экономически эффективной мерой профилактики развития йододефицитных заболеваний в мире стоимостью в США 0,05 $ на человека в год (в 1990 г.).
Избавиться от йододефицитных заболеваний путём проведения разовых мероприятий (как в случае натуральной оспы или полиомиелита) невозможно — необходима безостановочная контролируемая система профилактики и законодательное закрепление использования в пищевой промышленности и населением в питании йодированной поваренной соли.

## Добавление йодида калия

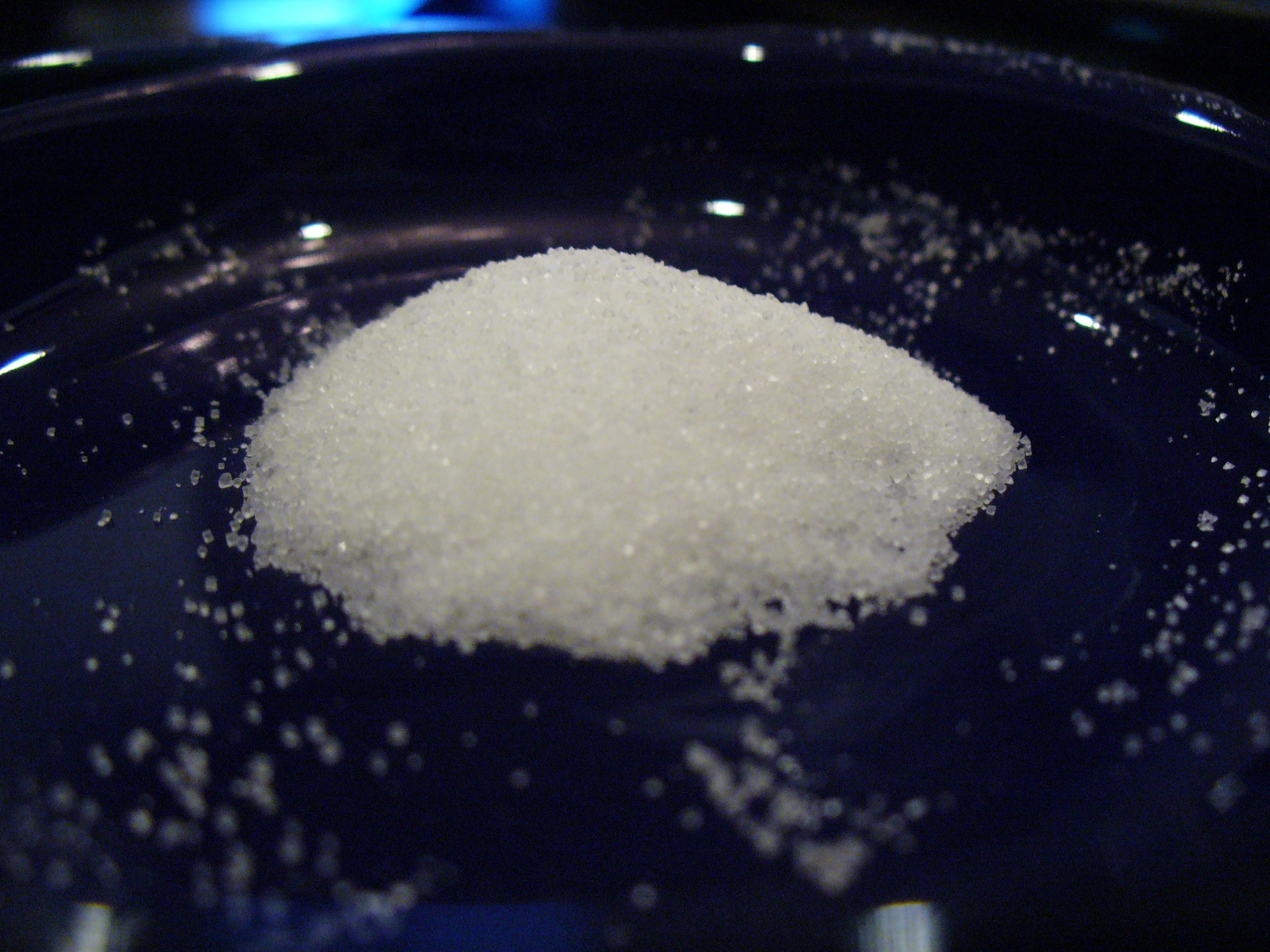
Кристаллы йодированной соли

Соль является эффективным средством для коррекции недостатка йода в окружающей среде для населения, поскольку она употребляется практически постоянно и в более предсказуемых количествах, чем большинство других продуктов. Изначально для йодирования поваренной соли применяли йодид калия, но с течением времени такая соль под воздействием атмосферного воздуха постепенно теряла йод за счёт окисления йодид-иона до элементарного йода (I2), который впоследствии улетучивался.. Проблему пытались решать различными способами: фасовали йодированную йодидом калия соль в тёмные пакеты с указанием срока годности (по истечении которого соль могла быть использована как обычная кухонная) и/или повышали содержание KI в поваренной соли. Например, концентрация йода в соли постепенно увеличивалась в Швейцарии:
- 3,75 мг/кг в 1952 году,
- 7,5 мг/кг в 1962 году,
- 15 мг/кг в 1980 году и
- 20 мг/кг в 1998 году.

Данное увеличение содержания KI в поваренной соли способствовало улучшению йодного статуса среди населения Швейцарии.

### Использование нейодированной соли для консервирования
В регионах всеобщего йодирования поваренной соли в процессе вяления, соления, маринования и получения рассола для консервирования применяют нейодированную поваренную соль. Добавление соли, не содержащей йода, в процессе консервирования продуктов вызвано тем, что применение йодидов способствует окислению и потемнению продуктов, что является безвредным для потребителя, однако несёт эстетически нежелательный эффект.

## Добавление йодата калия
Изначально йодирование поваренной соли осуществлялось добавлением йодида калия, имеющего определённые недостатки («салатная» соль). В настоящее время массовая профилактика эндемического зоба заключается в добавлении к поваренной соли йодата калия (KIO3). На одну тонну поваренной соли добавляют 20—40 г йодата калия (20—40 мг йода на 1 кг поваренной соли или 20—40 ppm, что обеспечивает ежедневное потребление 150 мкг йода на одного человека). Йодид калия или натрий, добавленный в поваренную соль, медленно теряет содержание йода в процессе окисления и испарения йода. Такая поваренная соль не должна храниться больше срока, указанного на упаковке, так как соли йода разрушаются, это же происходит и при хранении соли во влажной атмосфере.
Йодат калия и йодид калия применяются на протяжении длительного периода времени и широко используются для обогащения поваренной соли без очевидных негативных эффектов для здоровья человека. Практика показала, что йодат калия является наиболее подходящим йод-содержащим химическим соединением для йодирования кухонной соли, чем йодид калия, благодаря относительно большей стабильности, особенно в странах с тёплым, влажным или тропическим климатом. Кроме того, не зарегистрировано побочных токсических эффектов при употреблении населением данных химических соединений в пределах максимально допустимых норм ежедневного применения йодированной поваренной соли — в среднем 10 граммов (или от 8 до 12 граммов) в сутки на душу населения.

## Регионы, успешно применяющие йодированную соль

### СССР
Первые научные исследования заболеваний, вызываемых дефицитом йода в СССР относятся к 1930-м годам и связаны с именем Олега Владимировича Николаева (1903—1980) — выдающегося хирурга-эндокринолога и специалиста по профилактике эндемического зоба. В своей работе «Этиология эндемического зоба», опубликованной в 1932 году он определил важность проблемы эндемического зоба и предложил способы дополнительного обеспечения организма йодом, в том числе обеспечение населения, проживающего на эндемичных территориях йодированной солью, которую определил как «полноценную соль», поскольку она содержит жизненно важный микроэлемент — йод. В 1933 году О. В. Николаев и его коллеги в Кабардино-Балкарии начали программу, предполагавшую обязательную поставку йодированной поваренной соли населению республики и снабжение пациентов эндемическим зобом таблетированными препаратами йода. К 1940 году распространённость эндемического зоба среди населения сократилась с 69 % до 0,9 %. Уникальный исторический опыт по профилактике заболеваний, связанных с недостатком йода, впоследствии был успешно использован многими странами, решавшими проблему йодного дефицита. В период с 1955 по 1970 год в Советском Союзе был достигнут значительный прогресс в области профилактики йододефицитных заболеваний, чему способствовало крупномасштабное производство йодированной поваренной соли и распространение таблетированных препаратов йода среди групп населения с высоким риском развития данных заболеваний. На протяжении более чем 40 лет профилактика эндемического зоба в СССР осуществлялась согласно приказу министерства здравоохранения СССР № 37 от 14 февраля 1956 года «Об улучшении работы по борьбе с эндемическим зобом».

### США
В США в начале XX века зобная эндемия была особенно распространена в регионе Великих озёр и Тихоокеанского северо-запада. Дэвид Мюррей Коуи, профессор педиатрии университета штата Мичиган, выступил инициатором принятия руководством США швейцарской практики добавления йодида натрия или йодида калия в поваренную соль и применения этих соединений в процессе промышленного приготовления пищи. С 1 мая 1924 года йодированная поваренная соль поступила для реализации на коммерческой основе в штате Мичиган. Осенью 1924 года компания Мортон Соль приступила к распространению йодированной соли на национальном уровне.

### Казахстан и страны Центральной Азии
Казахстан и другие страны Центральной Азии, в окружающей среде которых редко содержится достаточное количество йода, смогли резко уменьшить дефицит йода с помощью программ всеобщего йодирования соли. Кампании правительства и некоммерческих организаций по информированию общественности о пользе йодированной соли стартовали в середине 1990-х, а с 2002 года йодирование пищевой соли становится юридически обязательным.

### Украина
На предприятии «Артёмсоль» производится йодирование фасованной и затаренной соли с добавлением KIO3. Для обеспечения сыпучести соли добавляется антислеживатель K3[Fe(CN)6]·3H2O. Йодированная поваренная пищевая соль с добавкой йодноватокислого калия (он же — KIO3, йодат калия) производится в соответствии с ДСТУ 3583-97(ГОСТ 13830-97), ГОСТ Р 51574-2000, ГОСТ 4202-75 или другой нормативной документацией.

### Швейцария
Проблема йодной эндемии в горных районах Швейцарии успешно решена с помощью добавления KI в поваренную соль.

### Южно-Африканская Республика
Правительство Южно-Африканской Республики приняло постановление, согласно которому с 1 декабря 1995 года вся соль, поступающая для реализации населению, должна быть йодированной.

## Другие добавки к йодированной соли

### Обогащение железом
Соль может обогащаться одновременно двумя элементами, например йодом и железом. Добавление железа в йодированную соль осложняется целым рядом химических, технических и органолептических проблем. Чтобы железо не реагировало с йодом соли, применяют микрокапсулированное соединение железа со стеарином. Одновременное применения двух элементов в составе поваренной соли позволяет в регионах, в которых распространены заболевания, связанные с йод-дефицитом и недостатком железа, успешно с ними бороться. С 2001 года жизнеспособный комплекс стал доступен для масштабного применения — в научной литературе появились результаты исследований, проведённых в Гане, Индии, Кот-д’Ивуаре, Кении и Марокко.

### Фторированная соль
Недостаток йода в окружающей среде обитания иногда может сочетаться с дефицитом фтора. В некоторых странах в поваренную соль добавляют фторид калия с целью профилактики кариеса и улучшения стоматологического здоровья населения.